# Miklós Sebő
Miklós Sebõ, född 16 oktober 1899 i Budapest, död 27 januari 1970 i Budapest, var en ungersk sångare och skådespelare.
Efter avslutad skådespelarutbildning tjänstgjorde Sebõ två år inom armén. På 1920-talet var han cabaretsångare och arbetade därefter flera år som bankman. Han fick sitt stora genombrott 1927 när han inbjöds att göra skivinspelningar för Parlophone i Berlin. Han uppträdde därefter som operasångare och sjöng i ungersk radio. Han var en av Ungerns mest populära grammofonsångare på 1920- och 1930-talen.

## Filmografi[1]
- Meseautó, 1934
- Ez a villa eladó, 1935
- Elnökkisasszony, 1935
- 120-as tempó, 1937